# 16.ª Avenida Suroeste
La 16.ª Avenida Suroeste (Decimosexta Avenida Suroeste) es una avenida de dirección norte-sur en la ciudad de Managua, Nicaragua, dividida en varios segmentos no conectados que atraviesan diversos barrios y ejes viales.

## Trazado
El primer tramo inicia en la Pista Gaza en el Barrio Julio Buitrago, avanzando hacia el sur hasta cruzar la 6.ª Calle Suroeste y la NIC-2, en las inmediaciones del centro.  
El segundo tramo comienza en el Barrio El Carmen y atraviesa la Pista Benjamín Zeledón dentro del Barrio El Recreo Norte, continuando hasta culminar en la 25.ª Calle Suroeste.  
Finalmente, un tercer tramo desconectado reaparece en la Calle Sacuanjoche, cruzando zonas residenciales y finalizando en la Pista Suburbana cerca de Memorial Sandino y Colinas del Memorial.

## Intersecciones principales
- Pista Gaza – Entrada desde la zona del barrio Julio Buitrago
- 6.ª Calle Suroeste – Cruce residencial
- NIC-2 – Importante carretera nacional
- Pista Benjamín Zeledón – Vía estructural de Managua
- 25.ª Calle Suroeste – Conectora con barrios sureños
- Calle Sacuanjoche (38.ª Calle Suroeste) – Segmento intermedio
- Pista Suburbana – Salida sur hacia Memorial Sandino

## Barrios que atraviesa
- Julio Buitrago
- El Carmen
- El Recreo Norte
- Memorial Sandino
- Colinas del Memorial

## Coordenadas
12°7′12″N 86°16′0″O / 12.12000, -86.26667